# Ієрогліф (мінералогія)

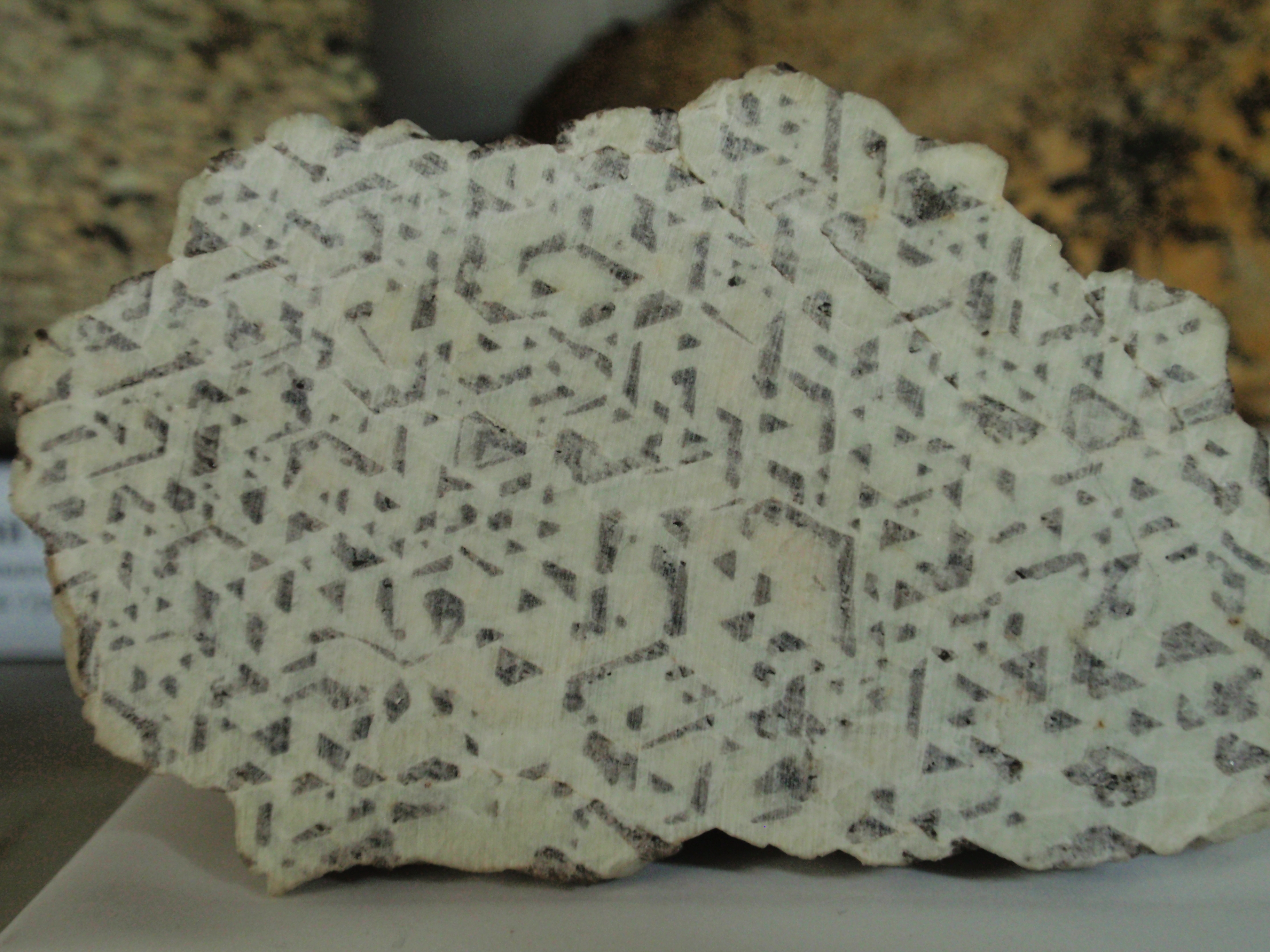
.

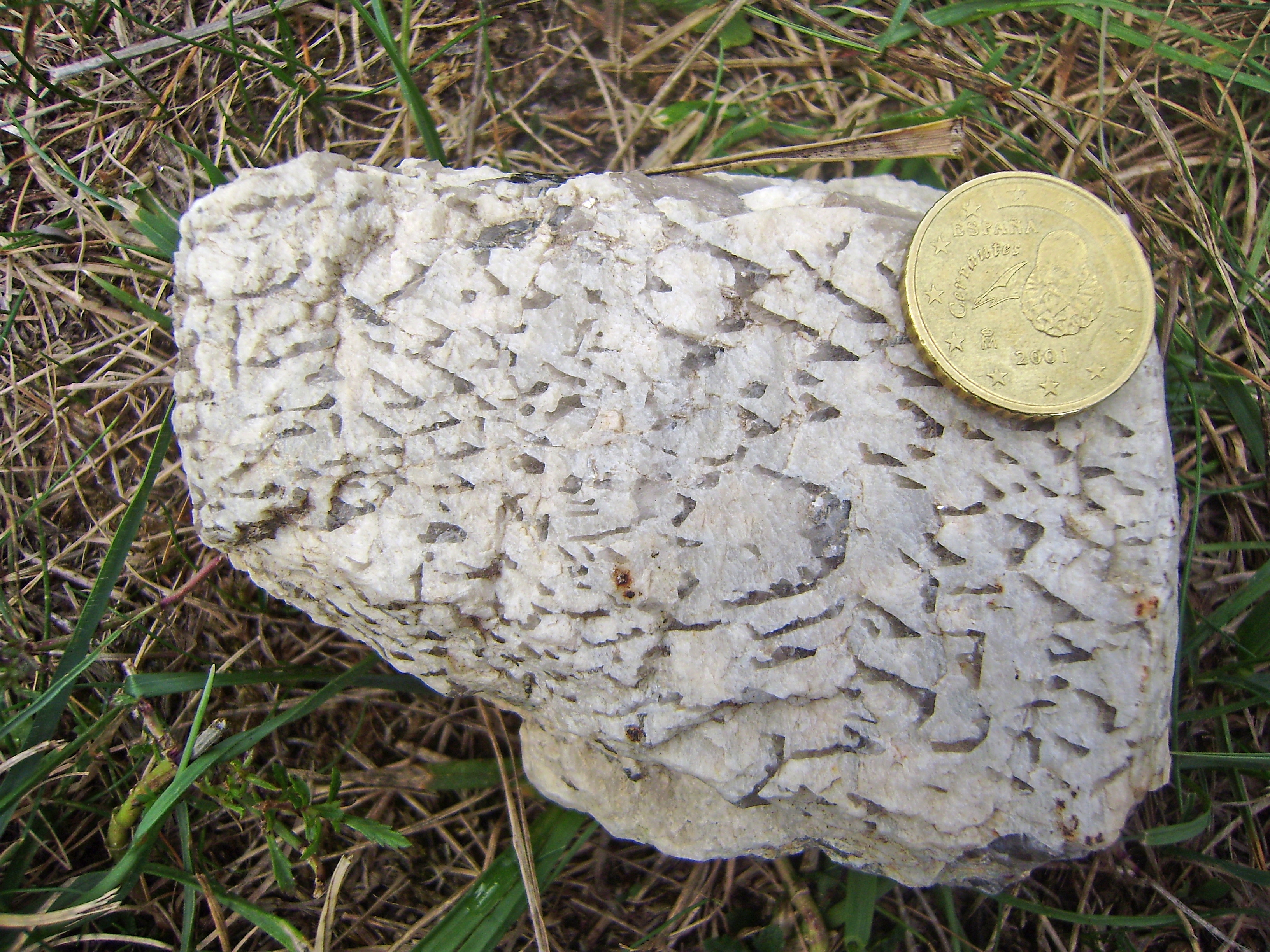
.

Єврейський камінь, ієрогліфи (рос. еврейский камень, англ. hieroglyphs) — у мінералогії — взаємне розташування кварцу і польового шпату в пегматиті, коли перетини кварцу розміщуються у вигляді правильних рисунків, що нагадують письмена.